# Big Bang Observer
El Big Bang Observer (BBO) és una proposta de missió espacial successora de la Laser Interferometer Space Antenna (LISA). L'objectiu científic principal serà l'observació d'ones gravitatòries des del moment poc després del big-bang, però també serà capaç de detectar petits fonts de radiació gravitacional, com inspirals binaris. El BBO probablement serà sensible a totes les fonts del LIGO i el LISA, i d'altres. La seva sensibilitat extrema vindria dels làsers de més alta potència, i la correlació dels senyals de diversos interferòmetres diferents ubicats al voltant del sol.
L'instrument proposat és un conjunt de quatre instruments com el LISA, cadascun compost de tres naus espacials volant en un patró triangular. Dos dels triangles seran en la part superior de l'altra, en una formació d'hexagrama. Els altres dos triangles es trobarien en llocs distants al llarg de l'òrbita terrestre.
Els satèl·lits individuals seran diferents als del LISA per contenir làsers molt més potents. A més cada triangle serà molt més petit que els triangles en el patró del LISA. A causa d'aquest grandària menor, les masses de prova experimentaran desviacions de marea més petites i, per tant, es pot bloquejar en una franja particular en l'interferòmetre — com en el cas del LIGO. Per contrast, les masses de prova del LISA volarà en una òrbita essencialment lliure, amb la nau espacial volant al seu voltant, i l'interferòmetre simplement comptarà les franges, en una tècnica anomenada "interferometria de retard de temps".
Els instruments del BBO presenten actualment diversos reptes tecnològics. El finançament no s'ha assignat per al desenvolupament, i fins i tot les estimacions més optimistes situen la data de llançament d'aquí diverses dècades.